# Lacs Manengouba
Pour les articles homonymes, voir Manengouba.
Les lacs Manengoubas sont des lacs de cratères jumeaux situés sur le mont Manengouba au Cameroun, et dont l'un (le lac mâle) a les eaux de couleur verte et l'autre (le lac femelle) a les eaux bleues ; les lacs sont séparés par une mince arête.

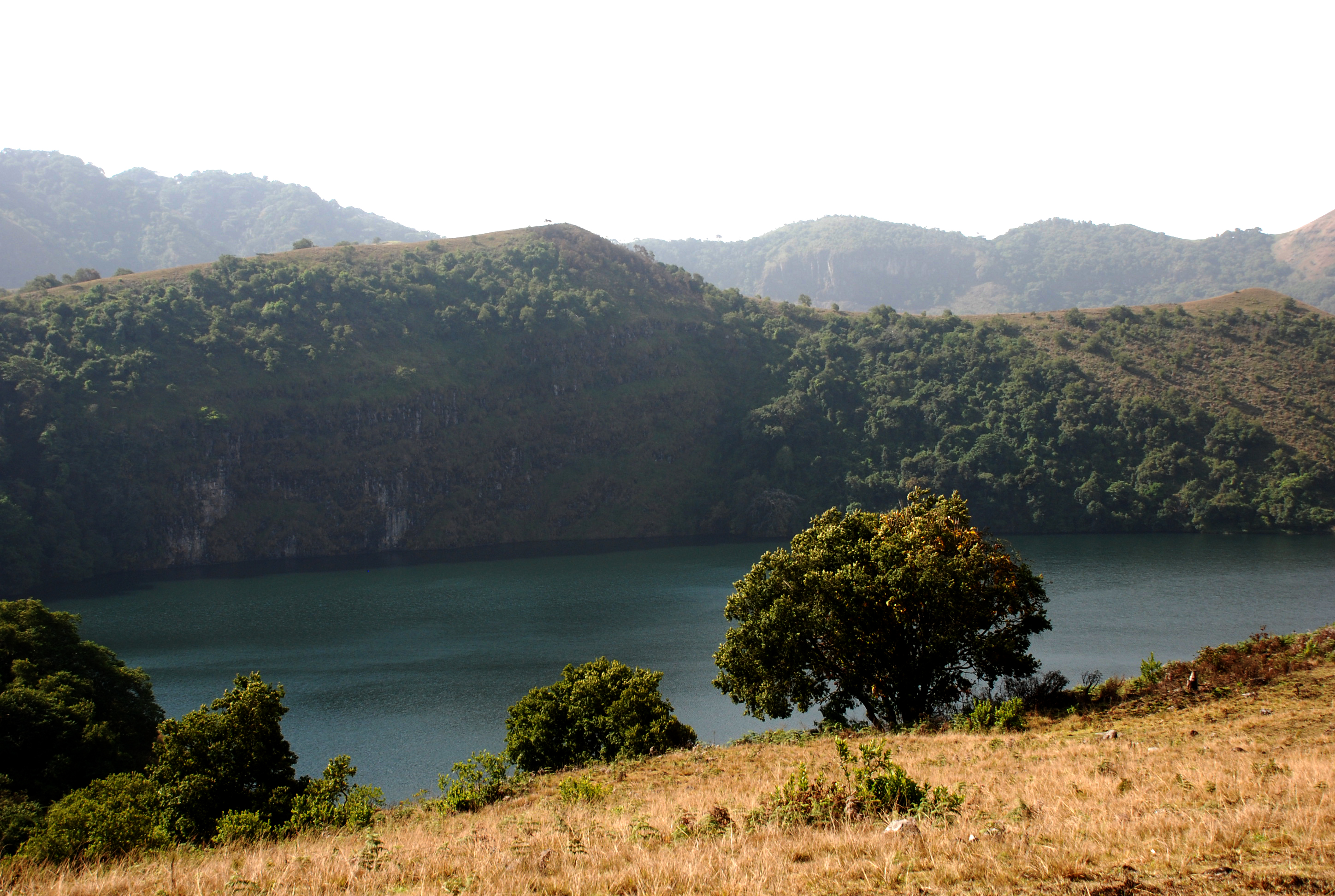
Lac Manengoumba

## Sources
- lacs jumeaux de Manengouba